# Bolo de chocolate
Bolo de chocolate é um bolo simples ou confeitado, que leva chocolate derretido ou em pó, ou ainda cacau em pó em sua confecção. Os ingredientes mais comuns são o ovo, o leite, a manteiga ou substituto, açúcar e fermento.

## História
Bolo de chocolate feito com chocolate. Também pode incluir outros ingredientes. Isso inclui fudge, creme de baunilha e outros adoçantes. A história do bolo de chocolate remonta ao século XVII, quando o cacau em pó das Américas foi adicionado às receitas tradicionais de bolo. Em 1828, Coenraad van Houten da Holanda desenvolveu um método de extração mecânica para extrair a gordura do licor de cacau, resultando em manteiga de cacau e cacau parcialmente desengordurado, uma massa compactada de sólidos que poderia ser vendida como "cacau rocha" ou moído em pó. Os processos transformaram o chocolate de um luxo exclusivo em um lanche diário barato. Um processo para fazer chocolates mais sedosos e macios, denominado conchagem, foi desenvolvido em 1879 por Rodolphe Lindt e facilitou o cozimento com chocolate, pois ele se amalgama de maneira suave e completa com massas de bolo. Até 1890 a 1900, as receitas de chocolate eram principalmente para bebidas de chocolate, e sua presença em bolos era apenas em recheios e cobertura. Em 1886, cozinheiros americanos começaram a adicionar chocolate à massa do bolo, para fazer os primeiros bolos de chocolate nos Estados Unidos.
A Duff Company of Pittsburgh, um fabricante de melaço, lançou as misturas para bolo alimentar de chocolate da Devil em meados da década de 1930, mas o lançamento foi suspenso durante a Segunda Guerra Mundial. Duncan Hines introduziu um "Especial Três Estrelas" (assim chamado porque um bolo branco, amarelo ou de chocolate pode ser feito da mesma mistura) foi lançado três anos após as misturas para bolo da General Mills e Duncan Hines, e conquistou 48 por cento do mercado.
Nos Estados Unidos, os bolos eram populares na década de 1980; na década de 1990, bolos de chocolate derretido de porção única com centros de chocolate líquido e chocolates infundidos com sabores exóticos como chá, curry, pimenta vermelha, maracujá e champanhe eram populares. Bolos de chocolate ricos, sem farinha e quase sem farinha são "agora padrão na pâtisserie moderna", de acordo com The New Taste of Chocolate em 2001.

## Galeria de imagens

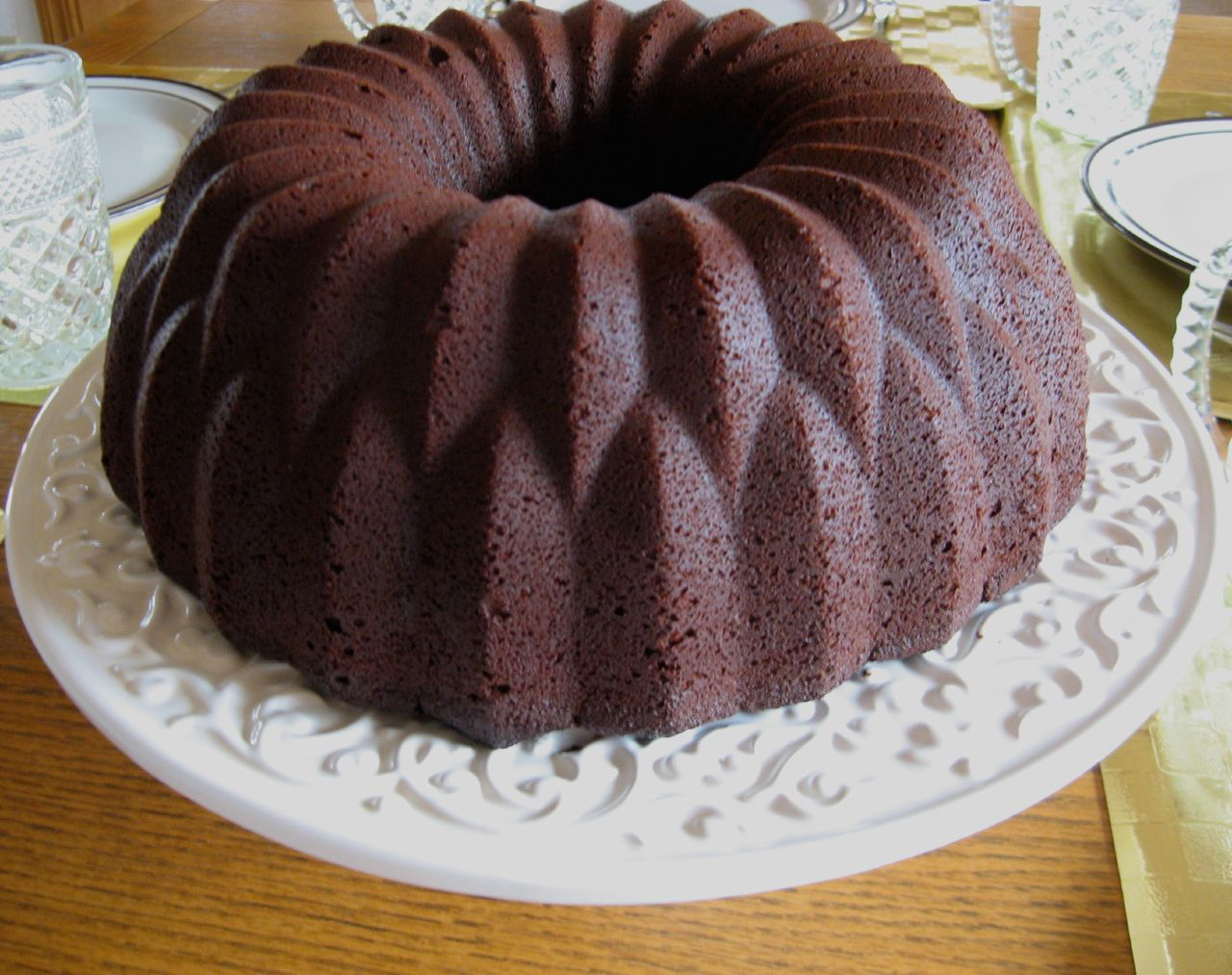
Bolo de Chocolate em formato bundt
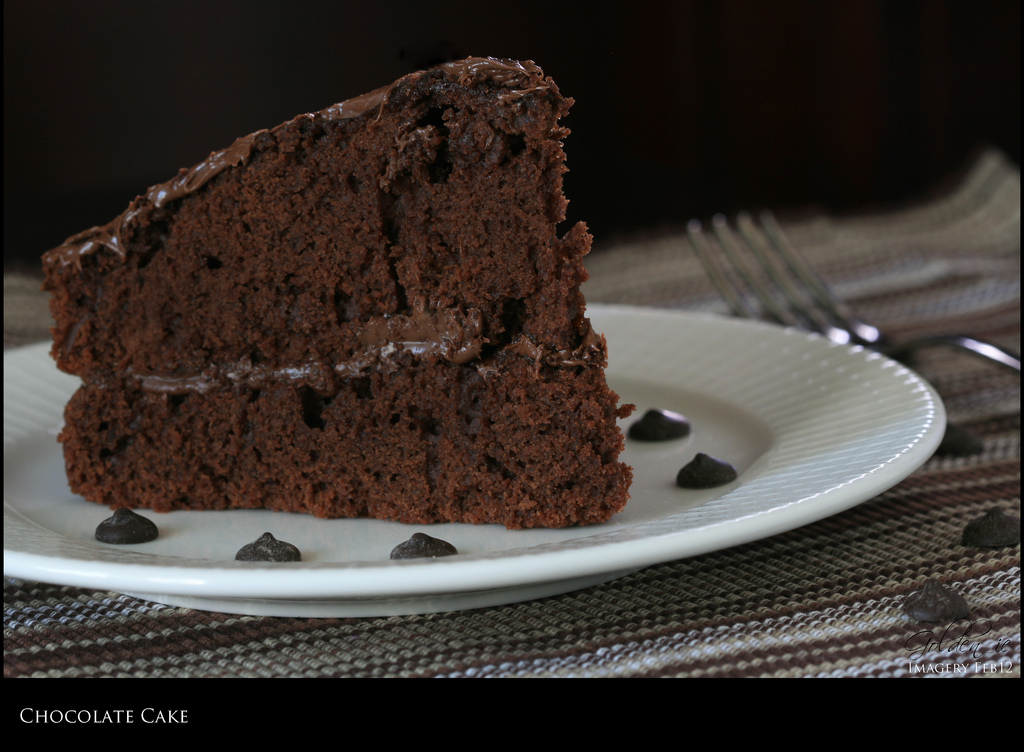
Bolo de chocolate recheado com ganache